# BPS CS 31082-0001
Désignations
BPS CS 31082-001, dite l'étoile de Cayrel, est une étoile de la Voie lactée, dans la constellation de la Baleine, à ∼ 7 100 a.l. (∼ 2 180 pc) environ du Soleil.
Son âge est estimé à 13 milliards d'années : c'est la plus vieille étoile dont l'âge a été mesuré (datation par le rapport entre le thorium 232 et l'uranium 238). C'est une étoile formée tôt dans l'histoire de l'univers, aussi sa métallicité est-elle très faible : elle contient 1000 fois moins de fer que le Soleil.
Les observations qui ont permis cette découverte ont été conduites au VLT, et plus précisément en faisant usage du spectrographe échelle à haute résolution UVES.